# Kraftwerk Turceni
Das Kraftwerk Turceni ist ein Kohlekraftwerk in Turceni, Kreis Gorj, Rumänien. Es ist im Besitz von Complexul Energetic Oltenia (CEO) und wird auch von CEO betrieben.

## Kraftwerksblöcke
Das Kraftwerk bestand aus insgesamt 7 Blöcken, die von 1978 bis 1987 in Betrieb gingen. Die folgende Tabelle gibt einen Überblick:
| Block | Max. Leistung (MW) | Betriebsbeginn | Turbine | Generator        | Dampfkessel |
| ----- | ------------------ | -------------- | ------- | ---------------- | ----------- |
| 1     | 330                | 1978           | Babcock | Rateau-Schneider | Alstom      |
| 2     | 330                | 1979           | Babcock | Rateau-Schneider | Alstom      |
| 3     | 330                | 1980           | Babcock | Rateau-Schneider | Alstom      |
| 4     | 330                | 1981           | Babcock | Rateau-Schneider | Alstom      |
| 5     | 330                | 1983           | Babcock | Rateau-Schneider | Alstom      |
| 6     | 330                | 1985           | Babcock | Rateau-Schneider | Alstom      |
| 7     | 330                | 1987           | Babcock | Rateau-Schneider | Alstom      |

Nach Stilllegung von drei Blöcken verfügt das Kraftwerk noch über eine installierte Leistung von 1320 MW. Die Blöcke 3 bis 6 wurden mit Rauchgasentschwefelungsanlagen nachgerüstet.